# Gare de Garita
La gare de Garita est une gare ferroviaire algérienne située sur le territoire de la commune de Sidi Chami, dans la wilaya d'Oran.

## Situation ferroviaire
La gare se situe sur la ligne d'Oran à Arzew, où elle est précédée de la gare de Sidi Maârouf et suivie de celle de Hassi Bounif.
| \| Garita Oran Es Senia Arzew Oued Tlelat Boutlélis \| Localisation de la gare de Garita dans la wilaya d'Oran. |
| Garita Oran Es Senia Arzew Oued Tlelat Boutlélis                                                                |

## Histoire
La gare est est ouverte en 2011 lors de la mise en service de la nouvelle ligne d'Oran à Arzew.

## Service des voyageurs

### Dessertes
La gare de Garita est desservie par les trains régionaux de la liaison Oran - Arzew.